# Hawkman (Carter Hall)
Carter Hall è un supereroe della DC Comics, l'Hawkman originale. Creato da Gardner Fox e Dennis Neville, comparve per la prima volta in Flash Comics n. 1 (gennaio 1940). La storia di questo personaggio è in qualche modo confusa, prima di tutto a causa del fatto che le sue origini cambiarono con l'avvento della serie limitata Crisi sulle Terre infinite, così come con la serie corrente Hawkworld. Come risultato, ci sono due origini separate per Carter Hall: le origini della Golden Age e le origini post-Hawkworld (o correnti). Entrambe descritte di seguito.

## Biografia del personaggio

### Origini della Golden Age
Nei giorni dell'Antico Egitto, il Principe Khufu fu coinvolto in una faida con il suo rivale, il prete egiziano Hath-Set. Il prete catturò sia Khufu che la sua consorte Chay-Ara, e li uccise. Millenni dopo, nel 1940, Khufu si reincarnò nell'archeologo americano Carter Hall, mentre Chay-Ara come Shiera Sanders. Lo stesso Hath-Set si reincarnò, in uno scienziato di nome Anton Hastor. Dopo aver ritrovato l'antico coltello utilizzato per ucciderlo, Carter recuperò i ricordi della sua vita passata e riconobbe Hastor come l'incarnazione del suo carnefice.
Utilizzando le proprietà del "Metallo Nth" per creare una cintura anti-gravità, Hall ne approfittò anche per creare un paio d'ali ed un costume con lo stesso materiale, infine confrontandosi contro Hastor nei panni di Hawkman. Incontrò anche Shiera in quel periodo e la riconobbe. Dopo la sconfitta di Hastor, i due cominciarono una relazione.
Hawkman divenne un membro fondatore della Justice Society of America, e ne assunse il ruolo di presidente permanente, dopo Flash e Lanterna Verde. Shiera, nel frattempo, adottò l'identità di Hawkgirl e combatté al fianco di Hall durante gli anni quaranta.
Hawkman fu il presidente della JSA fino al 1951, quando la squadra venne messa sotto inchiesta dal "Joint Congressional Un-American Activities Committee" (basato sul reale Commissione per le attività antiamericane) per scongiurare la possibilità di possibili simpatie comuniste. Il Congresso chiese a tutti i membri della squadra di rivelare le loro identità segrete. Gli eroi declinarono la richiesta, e Hawkman e molti membri della squadra si ritirarono dall'attività supereroistica negli anni cinquanta.
Hawkman e la JSA si raggrupparono di nuovo negli anni sessanta dopo l'incontro di Flash con la sua controparte di Terra-1, il che rendeva la JSA attiva su Terra-Due. In questo periodo, gli Halls, essendosi sposati, ebbero un figlio, Hector. Poco si sa delle attività di Hawkman durante gli anni '60, a parte l'incontro annuale con i membri della Justice League of America.
Nei primi anni ottanta, Hawkman fu importante nella negazione a suo figlio, e ad altri ragazzi dei membri della JSA, all'adesione alla squadra di supereroi, portando così alla creazione della Infinity, Inc..
Dopo la Crisi sulle Terre Infinite, una parte della storia di Hall fu connessa retroattivamente dalla DC quando i mondi paralleli si fusero in un unico mondo, ma un pezzo della continuità retroattiva fu scritta prima di Crisi e riempì la prima parte della storia di Hall: All-Star Aquadron Annual n. 3 afferma che durante la battaglia della JSA contro Ian Karkull, il criminale cosparse gli eroi di energia che ne ritardava l'invecchiamento, permettendo così ad Hawkman e a tutti gli altri - così come ai loro consorti - di rimanere attivi fino al tardo XX secolo senza interruzione.
In più, dopo la Crisi, l'Hawkman della Golden Age e quello della Silver Age vivevano sulla stessa Terra, finché Carter non fu imprigionato nel Limbo nell'auto-conclusivo Last Days of the Justice Society.
Originariamente, la miniserie Hawkworld rinarrava le origini di Katar Hol e Shayera Thal da una prospettiva moderna, ma dopo il suo successo, la DC lanciò la serie regolare Hawkworld, che prendeva luogo dopo la miniserie, risultando un rinnovamento completo della continuità di Hawkman.

### Origini Post-Hawkworld(o correnti)
La maggior parte della storia post-Hawkworld di Carter Hall fu integrata nelle pagine di JSA e Hawkworld vol. 4. Queste due serie, scritte in gran parte dagli scrittori David S. Goyer, Geoff Johns e James Dale Robinson, esaminarono le vite precedenti di Hall.
Secondo le origini post-Hawkworld, il Principe Khufu visse durante il regno di Ramesse II nella diciannovesima dinastia dell'antico Egitto. Khufu credeva che la sua ka, o anima, non avrebbe raggiunto la terra dell'aldilà. Piuttosto, la sua anima e quella della sua promessa sposa, Chay-Ara, erano destinate a rimanere nel mondo mortale.
Come profetizzato dal mago Nabu, una nave spaziale atterrò in Egitto. Il Principe Khufu, Nabu e il campione Teth-Adam cercarono nel deserto, finalmente venendo a contatto con i resti di una nave in stile Thanagariano con sopra un disegno simile ad un'aquila. Nabu fece un incantesimo che gli permise di interpretare la strana lingua della viaggiatrice femminile interstellare. Poco prima di morire, questa sospirò le parole "Metallo Nth", il nome della sostanza che potenziava la nave spaziale abbattuta.
Teth-Adam sollevò la nave spaziale e la riportò al palazzo di Khufu, dove venne studiata all'interno del Tempio di Horus ad Erdu. Il metallo nth rimasto venne esaminato, e la proprietà più ovvia si dimostrò essere la negazione della forza di gravità. I campioni rimanenti della nave furono fusi e utilizzati per creare numerosi notevoli dispositivi, incluso uno scarabeo che permise a Khufu di volare, un coltello mortale, ed un guanto a cui venne dato il nome di Artiglio di Horus. Tuttavia, il metallo rafforzò le anime di Khufu e Chay-Ara, unendoli nel loro amore e nella conoscenza collettiva di Thanagar. Anche se il malvagio prete Hath-Set uccise i due con il mortale coltello di metallo Nth, le loro anime vissero sul piano mortale. Si reincarnarono in numerose vite, sempre ritrovando il vero amore l'uno nell'altra, ma maledetti ad essere ripetutamente uccisi per mano del reincarnato Hath-Set.

#### Da Khufu a Carter Hall
Dopo la sua morte, l'anima di Khufu si reincarnò numerose volte in diverse ere e luoghi definiti. Alcune delle sue note incarnazioni furono descritte in Hawkman vol. 4 ed inclusero:
- Brian Kent (anche noto come Silent Knight), in vita durante la Gran Bretagna del V secolo, amore di Lady Celia Penbrook;
- Koenrad Von Grimm, figlio di un maniscalco nella Germania del XIV secolo;
- Capitano John Smith della colonia inglese della Virginia del XVI secolo;
- Hannibal Hawkes, Nighthawk, un pistolero del vecchio West, amore di Cinnamon;
- Detective James Wright, un detective di Pinkerton nei primi anni del XX secolo, amore di Sheila Carr;

Infine, l'anima del Principe Khufu rinacque come Carter Hall, archeologo attivo negli anni '40. Dopo aver riacquistato i ricordi della sua prima vita in Egitto, Hall utilizzò il disegno del dio aquila egizio, Horus, per ispirarsi al ruolo di Hawkman originale.
Durante lo stesso periodo, il suo amore, Chay-Ara, rinacque come l'archeologa Shiera Saunders. Dopo che i due si incontrarono e sposarono, lei divenne Hawkgirl, combattendo al fianco di Carter. Divennero entrambi membri fondatori della Justice Society of America, di cui Hawkman prese il ruolo di presidente. Il duo ridusse la sua attività negli anni '50 ma divenne nuovamente attivo nei primi anni '80, quando Carter si unì per un breve periodo alla Justice League come mentore. I due ebbero un figlio, Hector Hall, che successivamente divenne l'incarnazione di Dottor Fate. Proprio dopo la serie Crisi sulle Terre Infinite, Hawkman e la JSA finirono intrappolati in una battaglia in un Ragnarǫk infinito. Odino tentò invano di donare questo Ragnarök al Sogno, facendogli notare che uno dei membri della JSA, Wesley Dodds, il Sandman della Golden Age, portava con sé un frammento dell'essenza del Sogno.
Anni dopo la loro scomparsa, Hawkman e la JSA ritornarono al mondo moderno quando una tribù primitiva, ma super potente, volle sostituirli nel ciclo del Ragnarök. Poco dopo, però, la morte trovò Carter ancora una volta durante gli eventi di Ora zero. Lui e sua moglie Shiera si fusero con Katar Hol, formando una creatura chiamata "dio falco", una nuova versione di Hawkman. Quest'individuo fu attivo per un breve periodo ma presto perse la sua sanità mentale e fu bandito nel limbo.

#### Vivo di nuovo
Anni dopo, il membro della JSA Kendra Saunders fu trasportata su un Thanagar devastato dall'Alto Prete dei Downsiders. Cercando un campione che potesse fermare il malvagio Onimar Synn dallo schiavizzare il pianeta, il prete utilizzò la connessione vecchia di secoli di Kendra con Carter per riportare l'eroe nel piano mortale. Dopo questa resurrezione non ortodossa, Hall riacquistò i ricordi delle sue vite passate, così come quelle di Katar Hol, l'Hawkman Tahangariano. Tuttavia, Kendra non fu interessata nel rinnovamento della loro relazione a causa della sua mancanza di ricordi della loro vita passata insieme, e il ruolo di presidente della JSA passò nelle mani di Mr. Terrific con la maggioranza dei voti (superando Hawkman e Sand). Durante la storia Black Reign, però, Hawkman riprese il ruolo di presidente della squadra per guidare quest'ultima nella battaglia contro il recente dominio di Black Adam sul Khandaq, ma dopo che quest'azione causò due morti e il fallimento dell'obiettivo principale (portare il gruppo di Adam in America), chiese di potersi prendere del tempo fuori dalla squadra.
Dopo aver sconfitto Onimar Synn, ancora una volta Hall divenne un membro della JSA. Operando sia con la JSA che con Hawkgirl, Hall si imbarcò in una serie di avventure esotiche. La sua ricerca come eroe lo portò dalle strade di St. Roch ad esotiche dimensioni e anche nello spazio profondo, in quanto combatté la Guerra tra Rann e Thanagar. Dopo questo evento Carter rimase nello spazio per mediare la tregua su Rann e vendicare la morte di Hawkwoman.
Come risultato, Hawkman fu assente durante gli eventi di "Un Anno Dopo". Hawkman vol. 4 divenne Hawkgirl con il n. 50, ed Hawkgirl fu lasciata a sé stessa a pattugliare e proteggere St. Roch. Durante gli eventi dell'anno mancante, Hall servì nella forza di polizia Thanagariana, con il ruolo di Commissario.
Nel 2007, Hall ritornò sulla Terra in una storia in 4 parti presentata in Hawkgirl n. 59 e 60 e in JSA Classified n. 21 e 22, e comparve come membro attivo della JSA nelle pagine di Justice Society of America. Questa serie fu cancellata con Hawkgirl n. 66 nel luglio 2007.
Dopo di ciò, fu affermato che l'anima di Katar Hol era andato oltre il reame del limbo, poiché i suoi ricordi vivevano nella mente di Carter Hall. Nonostante ciò, Carter esisteva ancora in una versione ricostruita del corpo di Katar Hol. Tuttavia, in Hawkman Special pubblicato nell'agosto 2008, il misterioso essere noto come Demiurge disse a Carter Hall che le sue esistenze passate come Principe Khufu erano tutte un'illusione creata da una forza sconosciuta. Quando Demiurge ripartì, chiamò Hawkman "Katar Hol", indicando il fatto che in realtà Hawkman era Katar Hol che credeva di essere Carter Hall.
Hawkman assistette brevemente la JLA durante la sua battaglia contro gli Shadow Cabinet, mettendo fuori gioco Hardware non appena tentò di fuggire dalla Torre di Guardia della JLA con il cadavere di Arthur Light, il primo Dottor Light.

#### Crisi Finale
Durante gli eventi di Crisi Finale, Hawkman, come tutti gli altri eroi, combatté per fermare Darkseid dal distruggere il multiverso. Nel tentativo di salvare dei civili, Checkmate creò un tunnel dimensionale tra gli universi. Quando il tunnel cominciò a frantumarsi, Lord Eye tentò di chiuderlo, cosa che avrebbe ucciso ogni persona ancora all'interno. Hawkman e Hawkgirl distrussero Lord Eye, ma furono coinvolti nell'esplosione. Nel frattempo, tutte le altre persone furono trasportate in salvo attraverso un secondo Boomdotto. Tutto ciò confermò le predizioni di Demiurge. Mentre fu implicito che Hawkman ed Hawkgirl erano morti, l'autore Geoff Johns, affermò che erano vivi all'inizio dell'evento successivo imminente, La notte più profonda. Fu successivamente confermato dalla Justice League che Hawkgirl era ancora viva ma in ospedale.

#### La notte più profonda
In La notte più profonda n. 1, si vede Kendra discutere con Hawkman a proposito del fatto che fosse o no corretto andare a visitare la tomba di Jean Loring con Atomo. Mentre i due eroi discutevano, i cadaveri rianimati di Ralph e Sue Dibny, ora membri del Corpo delle Lanterne Nere, entrarono nel santuario di Hawkman. Le Lanterne Nere attaccarono, e Sue impalò Hawkgirl su una lancia. Ralph schernì Hawkman, dicendogli che Hawkgirl non lo aveva mai amato; un'affermazione che lei rifiutò con il suo ultimo respiro. Hawkman fu ucciso poco dopo, ed entrambi gli ex eroi furono rianimati come Lanterne Nere da Mano Nera in persona.
Si scoprì anche, in Green Lantern n. 46, che i corpi di Khufu e Chay-Ara erano stati presi dalla Terra dalle Zamaron e inseriti nella Batteria Viola del Potere Centrale. Il loro amore era la fonte dei poteri delle Star Sapphires. Il duo ricevette gli anelli neri del potere durante la battaglia contro le Zamaron. La loro evasione dalla Batteria Viola del Potere Centrale causò la distruzione parziale del pianeta, sufficiente perché le Star Sapphire abbandonassero il loro quartier generale, e liberassero il Predatore; questo evento sembrò non avere effetti sui poteri delle Star Sapphires.
Durante la battaglia a Coast City, l'Atomo fu scelto dalla Tribù Indigo per la sua maggiore efficacia contro le forze di Nekron. Atomo chiese ad Indigo-1 di tenere il suo coinvolgimento tra le sue truppe in segreto, e le chiese di aiutarlo a trovare un modo per rianimare in modo legittimo Hawkman ed Hawkgirl. Nella battaglia finale, Hawkman ed Hawkgirl furono resuscitati dalla luce bianca. Kendra si rivelò essere Shiera Hall e ricordò tutte le sue vite passate; lei e Carter finalmente si riunirono.

#### Nel giorno più splendente
Nel crossover Nel giorno più splendente, Carter e Shiera seguirono Hath-Set, che aveva raccolto le ossa dai lor corpi passati, e che creò con essi un portale che conduceva ad Hawkworld. Mentre era lì, a Carter fu ordinato dall'Entità di "fermare la regina" dal partire.

## Poteri e abilità
Il Metallo Nth presente nelle ali di Hawkman, nella sua cintura, nell'imbracatura e negli stivali, viene controllato mentalmente e gli permette di annullare la gravità. Le sue ali gli permettono di controllare il volo, anche se possono essere controllate attraverso il movimento delle spalle.
Il Metallo Nth di Hall incrementa anche la sua forza e la sua vista, la velocità di guarigione e regola la temperatura corporea, prevenendo il bisogno di vestiti pesanti mentre volano a grandi altitudini. Il Metallo Nth è noto per la sua incisione sull'elettromagnetismo così come sulle forti e deboli forze nucleari dell'universo, ma solo se chi lo utilizza possiede la conoscenza sul come utilizzarlo in questi frangenti. Viene anche menzionato in Hawkman: Secret Files n. 1 (2002) che il Metallo Nth possiede poteri ancora sconosciuti ad Hall. Hawkman è dotato di una forza, resistenza, velocità e riflessi a livelli sovrumani. Hawkman ha un'elevata resistenza alle offese fisiche come forti impatti, cadute da grandi altezze, essere lanciato attraverso pareti più volte e resistere a veri e propri pestaggi da parte di esseri molto potenti.Grazie alle sue ali artificiali Hawkman è in grado di volare con incredibile velocità e agilità e le ali lo proteggono dalle fiamme, da proiettili di grosso calibro, armi da taglio e potenti esplosioni. Con la sua forza Hawkman è in grado di lanciare via un uomo adulto con una mano sola e sollevare enormi pesi.
A causa delle numerose incarnazioni e avendo conservato i ricordi di ognuna di esse, Khufu/Hall divenne abile nell'utilizzo di ogni tipo di arma. Come risultato, è un esperto nella gamma di armi arcaiche del suo passato, come le asce da battaglia, le mazze, le spade, le lance e gli scudi. Come Nighthawk, era un abile cecchino con la pistola. In più, Carter fu spesso illustrato con in mano dell'attrezzatura tecnologica futuristica. Utilizzò una nave spaziale Thanagariana di nome "Brontadon", e durante la guerra tra Rann e Thanagar utilizzò l'armatura di luce solida Thanagariana. Hawkman fu anche raffigurato con armi laser tecnologicamente avanzate in un possibile futuro (Hawkman vol. 4 n. 9). La reincarnazione diede ad Hawkman anche la conoscenza di varie forme di comunicazione.
Come risultato delle molte vite vissute e della vasta quantità d'esperienza, Hall è un brillante stratega, un feroce guerriero, ed un leader inflessibile; infatti, durante la storia Public Enemies nella serie Superman/Batman, fu selezionato come eroe perfetto da confrontarsi con Batman, possedendo su di lui un significante vantaggio grazie al volo, a una maggiore abilità nel combattimento e alla forza, altrimenti essendo il suo equivalente (anche se Batman potrebbe sconfiggere Hawkman in intelligenza e furbizia). Allo stesso tempo, però, è estremamente intelligente (considerato un leader nel campo della storia e dell'archeologia), ed espresse un lato di profondo interesse romantico per la sua amata.

## Caratterizzazione
Nei fumetti fu caratterizzato con un temperamento feroce e veloce con affermazioni cristalline delle sue visioni e delle sue opinioni. Anche nella Golden Age, non aveva problemi a far saltare in aria la tana di un criminale con il criminale all'interno. Allo stesso tempo, Carter trovò difficile bilanciare il "barbaro selvaggio" delle sue vite passate con il "gentiluomo" della sua incarnazione corrente.
Un altro aspetto della sua personalità è la sua convinzione nelle vedute Conservatrici, cosa che lo portò spesso in conflitto con Freccia Verde (liberale). Durante la miniserie Crisi d'Identità, si scoprì che la ragione principale della loro animosità era la visione diversa che lui e Freccia Verde ebbero sulla decisione di fare il lavaggio mentale al Dottor Light, punto in cui vennero anche alle mani.
Sembrò, fin dalla sua rinascita, che Carter Hall integrò molti aspetti della personalità di Kata Hol in sé. Fisicamente somiglia ad una fusione tra lui e Katar, mentre utilizza anche un abbigliamento supereroistico molto simile a quello tipico di Katar Hol. Anche se ha i capelli scuri di Hol, la sua voce e il viso compaiono come suoi e fu facilmente riconosciuto da Jay Garrick quando ritornò.

## Altre versioni
- In Kingdom Come di Alex Ross e Mark Waid, Hawkman venne raffigurato come un Uomo-Falco letterale, un'aquila antropomorfa, che divenne un eco-terrorista in assenza di Superman, portando con sé un'enorme mazza. Morì nell'esplosione nucleare che uccise quasi tutti i metaumani.
- In Tangent Comics (ora parte del multiverso, Terra-9) Carter Hall è un architetto che tentò di suicidarsi, portando con sé l'ufficiale di polizia Harvey Dent, infine scatenando l'evoluzione di Dent in Superman.

## Altri media

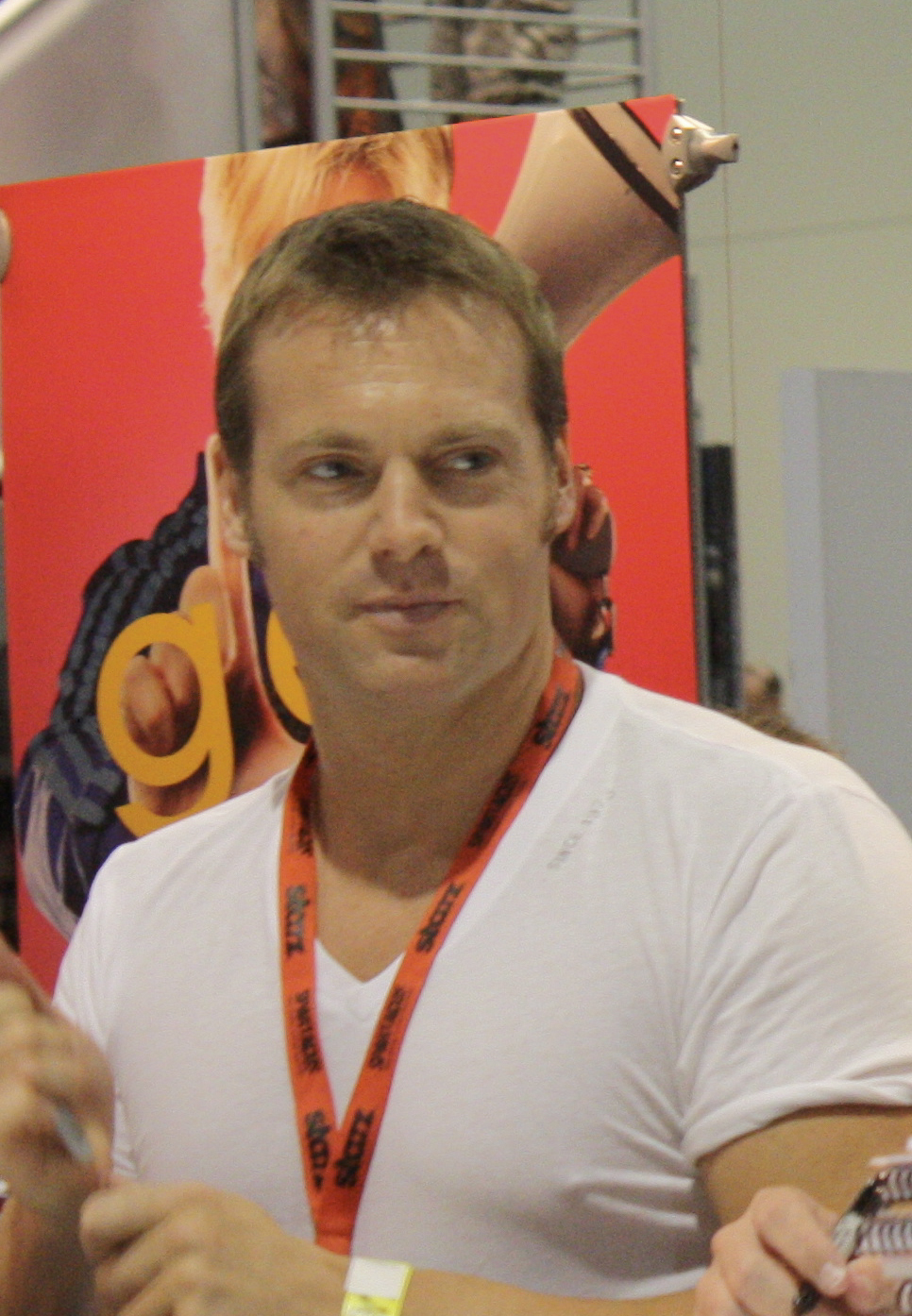
Michael Shanks interpreta Hawkman nella serie televisiva Smallville

### Televisione
- La prima apparizione dal vivo del personaggio di Hawkman fu nei due speciali della NBC Legends of the Superheroes (1979), interpretato da Bill Nuckols.
- Nell'episodio Sulle tracce di Flash, della serie televisiva Flash, Tina McGee menzionò il fatto che stava aspettando una telefonata da Carter Hall.
- Carter Hall, interpretato da Michael Shanks, con la voce italiana di Alberto Angrisano, appare nell'episodio doppio Giustizia assoluta, della nona stagione della serie televisiva Smallville.
- Carter Hall comparve due volte nella serie animata Justice League Unlimited, rappresentato come un archeologo. Nato come Joseph Gardner cambiò successivamente il suo nome in "Carter Hall", dopo aver scoperto un tempio egizio con un dispositivo che lui credeva gli avrebbe permesso di rivivere i ricordi dell'antico guerriero Thanagariano Katar-Hol dche si schiantò nell'antico Egitto con la sua amata, dove i due furono venerati come Dei ed utilizzarono la loro tecnologia per sviluppare il paese. Hall si credeva lui stesso l'incarnazione di quel guerriero, che fu assassinato quando lui, insieme alla sua consorte, fu avvelenato da un ufficiale di corte malvagio, e credeva anche che Shayera Hol, alias Hawkgirl, della Justice League, fosse l'incarnazione del suo amore passato, al punto di diventare uno stalker. Shayera, tuttavia, insisteva semplicemente sul fatto che lui credeva ciò che voleva credere, e che la verità attuale fosse diversa. Alla fine, Carter accettò il rifiuto di Shayera, continuando però a credere che un giorno sarebbe di nuovo tornata da lui. Nella sua seconda apparizione nell'episodio Una storia antica venne mostrato come un eroe che agiva a Midway City (la casa della Silver Age di Katar Hol sulla Terra), sempre infatuato di Shayera, che annoiava Lanterna Verde senza fine. Quando il Ladro di Ombre catturò la Lanterna, Carter, Vixen e Shayera fallirono nel salvarlo. Il Ladro rivelò che anche Stewart era una reincarnazione del passato Egitto - come generale che tradì Katar seducendo Shayera. Il Ladro rivelò inoltre che lui era il lato oscuro di Carter, e offrì a quest'ultimo la possibilità di riavere Shayera uccidendo la Lanterna Verde. Hall sembrò accettare, ma poi liberò Stewart e Shayera e convinse il Ladro di Ombre a rientrare nel suo corpo. Shayera insistette sul fatto che il dispositivo che il Ladro di Ombre utilizzò per raccontare la sua storia era un pezzo storico difettoso, e che quindi non gli si poteva dare fiducia. Carter capì che non poteva forzare Shayera ad accettare quello che lui sapeva essere un destino, e se ne andò. Ricomparve poi brevemente nell'ultimo episodio Il distruttore, dove uscì per battersi contro le forze malvagie di Darkseid.
- Carter Hall comparve nell'episodio La Justice Society in azione! della serie animata Batman: The Brave and the Bold, come membro della Justice Society.
- Carter Hall, interpretato da Falk Hentschel, con la voce italiana di Danilo Di Martino, appare nell'Arrowverse tra i personaggi principali della serie televisiva Legends of Tomorrow, e in Arrow e The Flash.

### Cinema

#### DC Extended Universe

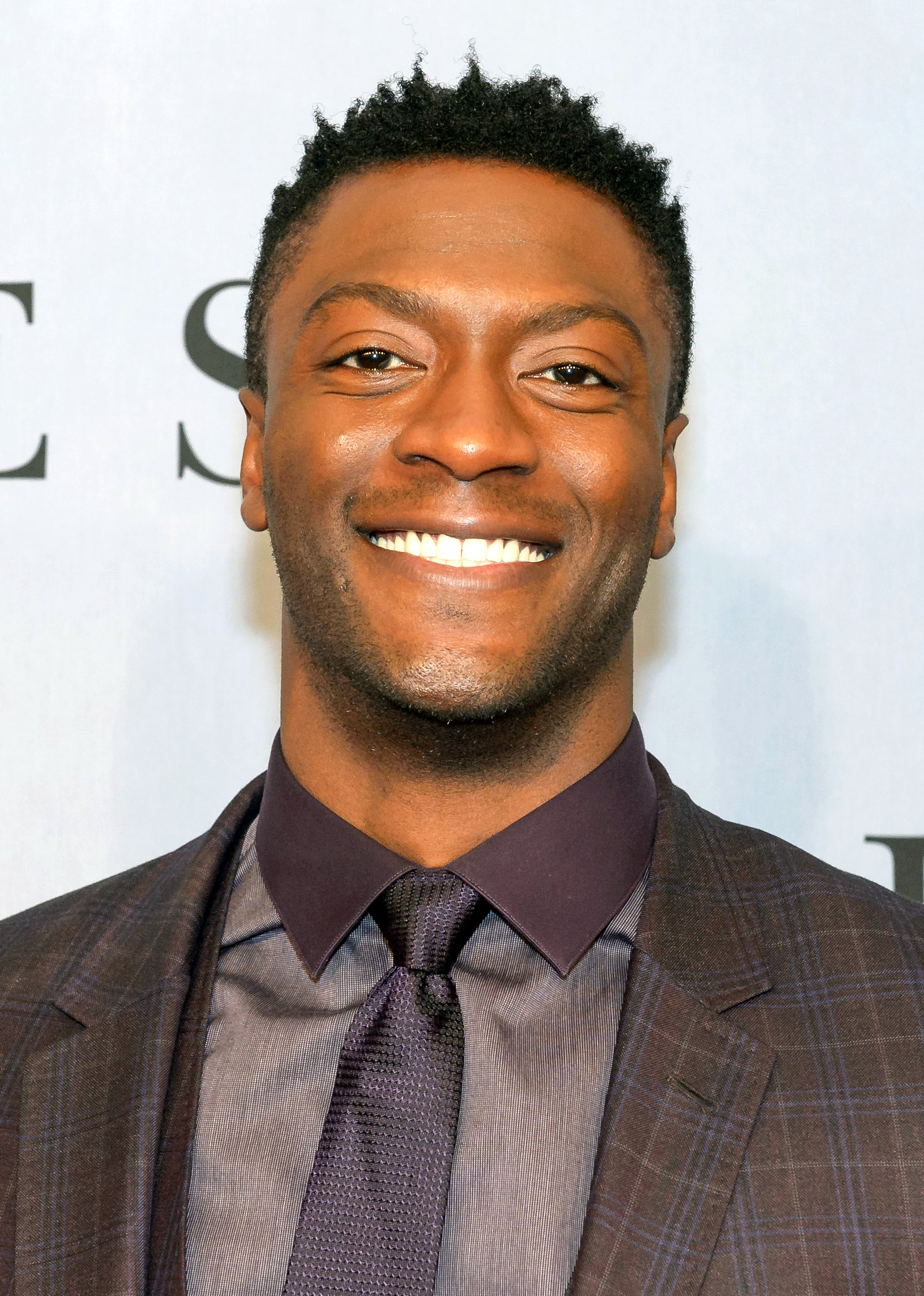
Aldis Hodge interpreta Hawkman nel film Black Adam

Carter Hall / Hawkman, compare nel film del DC Extended Universe (DCEU) Black Adam (2022), interpretato da Aldis Hodge, primo attore afroamericano a ricoprire questo ruolo, con la voce italiana di Gabriele Sabatini. In questa versione del personaggio è il leader della Justice Society, composta dal suo vecchio amico Dottor Fate (Kent Nelson) e dalle nuove reclute Cyclone (Maxine Hunkel) e Atom Smasher (Albert Rothstein). Alleandosi con l'agente governativa statunitense Amanda Waller, Carter guida la squadra contro lo spietato e pericoloso vendicatore Teth-Adam, con cui instaura un rapporto di rivalità, ma finisce per allearsi con lui per salvare Amon Tomaz, il figlio adolescente dell'archeologa Adrianna, dalle grinfie del leader dell'Intergang e l'ultimo discendente di Ahk-Ton, Ishmael Gregor. Dopo aver imprigionato Adam, che gli rivela il proprio passato e sceglie di consegnarsi per non fare del male agli altri, Hawkman guida la squadra contro Gregor, divenuto il demoniaco Sabbac. Qui assiste impotente al sacrificio dell'amico Kent, che per impedire la sua morte (prevista attraverso varie visioni) affronta personalmente Sabbac venendo ucciso. Nello scontro finale tra Black Adam e il demone malvagio, Carter dà il suo supporto usando l'elmo del Dottor Fate per distrarre il nemico, sconfiggendolo insieme ad Adam, con cui alla fine si separa amichevolmente, allontanandosi insieme al resto della squadra.

#### Film d'animazione
- Hawkman compare nel film animato Justice League: The New Frontier. Compare come membro della Justice Society of America nei titoli iniziali del film.
- Hawkman compare nel film animato Superman/Batman: Public Enemies. Nel film, combatte al fianco di Capitan Marvel, contro Superman e Batman fuori dal bunker di Lex Luthor. Inizialmente sembrò avere la meglio contro Batman, finché i due eroi non si scambiarono nemico. Per infiltrarsi nel bunker senza essere fermati, Superman indossa il costume di Marvel, mentre Batman indossò il costume di Hawkman.